# Tạ An Khương Đông
Tạ An Khương Đông là một xã cũ thuộc huyện Đầm Dơi, tỉnh Cà Mau, Việt Nam.

## Địa lý
Xã Tạ An Khương Đông nằm ở phía bắc huyện Đầm Dơi, có vị trí địa lý:
- Phía đông giáp xã Tân Đức
- Phía tây giáp xã Tạ An Khương
- Phía nam giáp xã Tạ An Khương Nam
- Phía bắc giáp thành phố Cà Mau và tỉnh Bạc Liêu.

Xã Tạ An Khương Đông có diện tích 36,37 km², dân số năm 2022 là 10.771 người, mật độ dân số đạt 296 người/km².

## Hành chính
Xã Tạ An Khương Đông được chia thành 9 ấp: Gành Hào, Tân An A, Tân An B, Tân Phong A, Tân Phong B, Tân Thới, Tân Thới A, Tân Thới B, Xóm Mới.

## Lịch sử
Ngày 29 tháng 8 năm 2000, Chính phủ ban hành Nghị định số 41/2000/NĐ-CP về việc thành lập xã Tạ An Khương Đông trên cơ sở 3.208,45 ha diện tích tự nhiên và 8.186 nhân khẩu của xã Tạ An Khương.